# Kinostart
Der Kinostart markiert den Tag der Veröffentlichung eines Filmes für das breite Publikum im Kino. Der Kinostart kann gleichzeitig die Premiere des Films markieren, wenn dies die erste öffentliche Vorführung ist, unterschieden nach Weltpremiere (erste Vorführung weltweit), internationale Premiere (erste Vorführung außerhalb seines Produktionslandes) und Landespremiere (zum Beispiel deutsche oder österreichische Premiere). Die Premiere kann aber auch zuvor bereits auf einem Filmfest oder einer speziellen Premierenveranstaltung stattfinden. Pressevorführungen, geschlossene Team-Vorführungen und Market Screenings gelten als nicht-öffentliche Vorführungen nicht als Premieren.

## Kinostart in Deutschland
Seit dem 8. August 1985 starten Filme in Deutschland nach Anregung des Hauptverbandes Deutscher Filmtheater (HDF) stets donnerstags. Die Idee dahinter war, dass ein kinointeressiertes Publikum gleich bei der ersten Gelegenheit ins Kino gehen und danach eventuell Kollegen oder Freunden noch vor dem Wochenende am Freitag von einem Film berichten würde.
Die ersten Filme, die dies betraf, waren Im Angesicht des Todes und Susan... verzweifelt gesucht.
Das System wurde aber von einigen deutschen Kinos ab 1991 durch die Einführung der Sneak Preview wieder durchbrochen.